# Don Lessem
"Dino" Don Lessem (1951) è un paleontologo e scrittore statunitense.
Ha scritto più di 50 libri sui dinosauri.

## Biografia

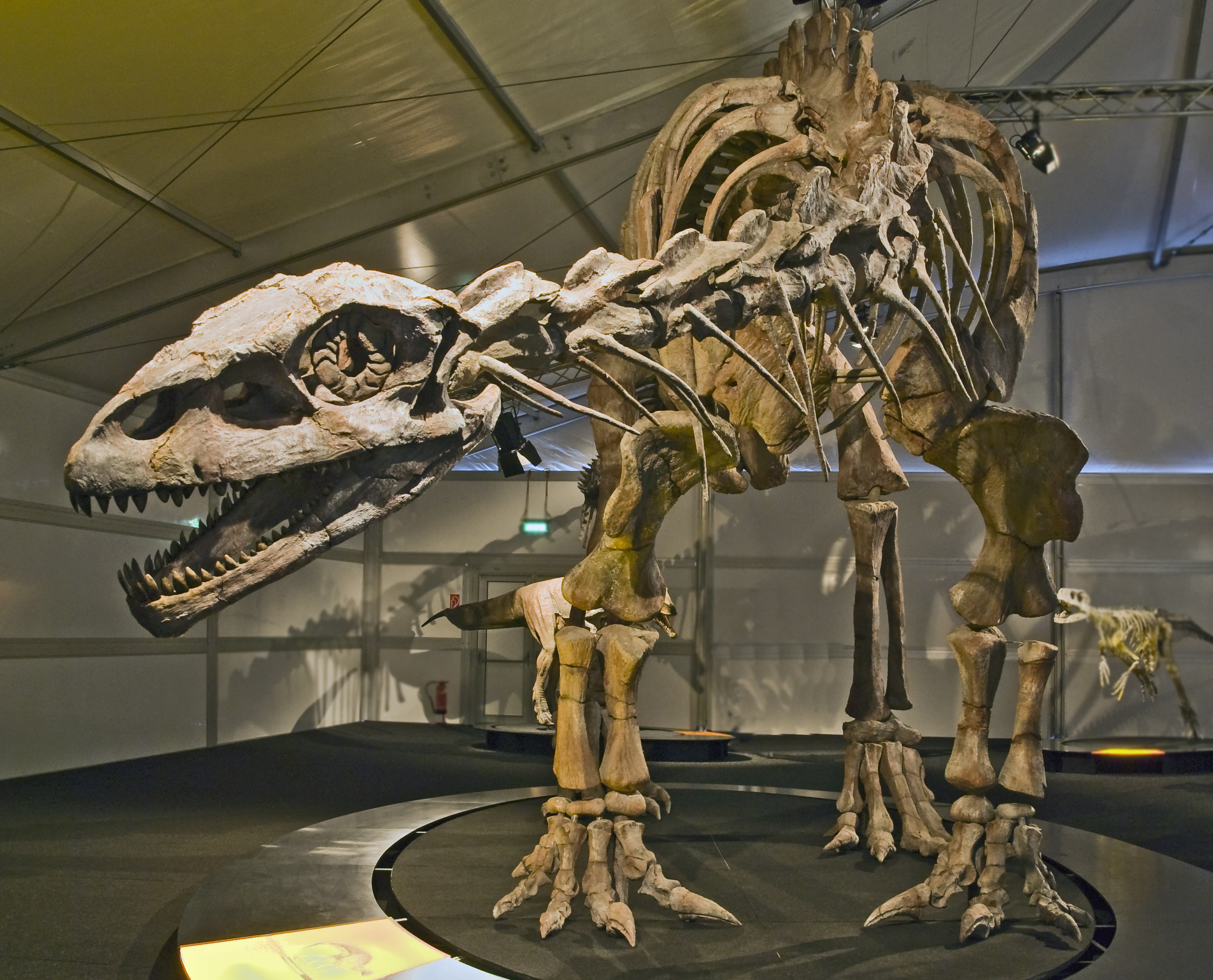
Ricostruzione scheletrica di Lessemsaurus sauropoides, dal nome di Don Lessem

Ha fondato la Dinosaur Society and the Jurassic Foundation che ha raccolto diversi milioni di dollari per la ricerca sui dinosauri. I suoi lavoro includono diversi libri per bambini. In ragione dei suoi sforzi per la divulgazione e la ricerca il sauropodomorpha lessemsaurus sauropoides è stato così chiamato in suo onore.